# James Herbert
Pour les articles homonymes, voir James Herbert (1623-1677) et Herbert.
James Herbert, né le 8 avril 1943 dans le quartier d’East End à Londres et mort le 20 mars 2013 dans le Sussex, est un auteur britannique spécialisé dans le genre de l’horreur.

## Biographie
James Herbert est le troisième fils d’un commerçant. Sa famille vit à Whitechapel, le quartier de la ville où rôda Jack l'Éventreur en 1888. Ce même quartier est sévèrement touché par les bombardements allemands durant la Seconde Guerre mondiale.
Enfant, il raconte des histoires aux autres garçons sur les terrains de jeux. Ses autres passions sont la peinture et le dessin. À l’âge de dix ans, il décroche une bourse pour la Grammar School de Saint Aloysius dans le quartier d’Highgate.
À seize ans, il entre au collège d’art d’Hornsey, où il étudie le graphisme et la photographie et joue occasionnellement dans un groupe musical. Il trouve du travail dans la publicité comme typographe. Il monte peu à peu les échelons et devient directeur artistique puis chef d’agence publicitaire. Il se marie avec Eileen en août 1967.
En 1974, à l’âge de trente et un ans, il écrit son premier roman Les Rats en dix mois. Il y décrit un Londres envahi par des rongeurs mutants semeurs de mort. Il envoie son manuscrit à six éditeurs. Il obtient trois réponses dont une positive. Sa carrière d’écrivain est lancée.
Dans ses dernières années, il vit dans le Sussex. Il a trois filles et a été honoré de l’ordre de l'Empire britannique en 2010. Il est l’un des principaux auteurs du genre littéraire de l’horreur. Il a vendu plus de cinquante millions de livres dans trente-quatre langues.

## Thèmes récurrents
James Herbert explore dans ses ouvrages des thématiques récurrentes. On peut citer les catastrophes (Les Rats et Fog), les fantômes et le paranormal (Survivant, Hanté, Le Secret de Cricklet Hall), le nazisme (La Lance) et la réincarnation (Fluke, Le Jour où je suis mort).

### Catastrophes
Ses deux premiers livres, Les Rats et Fog, sont des romans catastrophes,. L'horreur (les rats noirs mangeurs d'hommes dans le premier et une arme chimique accidentellement libérée dans le second) s'ajoutent aux problèmes préexistants : la misère urbaine et la négligence des autorités dans Les Rats et l'incompétence militaire et politique dans Fog. L'origine du problème est, dans Fog, très proche de celle du film de La Nuit des fous vivants (1973) de George A. Romero. Comme dans ce dernier, l'arme chimique induit une violente psychose chez les personnes exposées, les conduisant à un comportement à la fois suicidaire et meurtrier.
James Herbert a écrit trois suites aux Rats. Les deux premières sont des romans. Le Domaine des Rats raconte la seconde attaque des rongeurs, non plus dans les bas fonds londoniens mais dans la forêt d'Epping. L'Empire des Rats décrit un monde post-apocalyptique où les rats deviennent l'espèce dominante dans la ville détruite. The City, le dernier ouvrage, est un roman graphique. Il se déroule dans le monde post-apocalyptique déjà décrit dans L'Empire des Rats.

### Fantômes et paranormal
Survivant, son troisième roman, est une histoire de fantômes. L'auteur utilise dans ce livre l'horreur surnaturelle et non plus scientifique. Tout comme dans Le Sombre, l'histoire de ténèbres surnaturelles qui aggravent les défauts des personnages en un mal hideux.
Les fantômes sont également à l'œuvre dans Hanté / Dis-moi qui tu hantes ?, l'histoire d'un enquêteur en paranormal sceptique trompé par des fantômes malicieux. James Herbert utilise aussi le thème du paranormal dans La Conspiration des fantômes (La suite d'Hanté) et dans Magic Cottage. Le Jour où je suis mort, son vingt-deuxième roman, est conté par un fantôme qui enquête sur sa propre mort et qui en perd toutes ses illusions sur la vie.
Dans Ballade pour un ange déchu, le héros, ironiquement dénommé Joe Creed (Creed signifiant foi en anglais) est un paparazzi cynique et léger qui est confronté à des monstres fatigués et peu considérés. L'accroche du livre est d'ailleurs « Les démons sont bien mesquins aujourd'hui. » Le scepticisme du lecteur est encouragé par un narrateur qui lui rappelle régulièrement qu'il ne s'agit que d'un roman. James Herbert se réfère à Joe Creed en l'appelant « notre héros » ou en informant lourdement le lecteur du déroulement de l'action (« Vous venez d'assister à une pause dramatique »).
En 2006, il publie Le Secret de Crickley Hall. Ce roman sur une maison de campagne hantée revisite les phénomènes psychiques d'Hanté et de La Conspiration des Fantômes, l'antisémitisme britannique de La Lance et de 48 et la vie après la mort de Les Autres et de Le Jour où je suis mort.

### Nazisme
Son cinquième roman, La Lance traite d'une conspiration néo-nazie en Grande-Bretagne impliquant un général américain d'extrême-droite, diverses personnalités britanniques et un sinistre marchand d'armes. 48 est une uchronie. On y apprend qu'en 1948, la Seconde Guerre mondiale se termine par une épidémie dévastatrice due à un Adolf Hitler fraîchement vaincu. Comme La Lance, ce roman montre des britanniques sympathisant avec des nazis.

### Réincarnation
James Herbert traite le thème de la réincarnation dans Fluke, son quatrième roman. Il s'agit de l'histoire d'un chien qui se souvient, plus ou moins bien, de sa vie précédente, lorsqu'il était un homme. Il revient sur ce thème avec Les Autres. Ce roman conte l'histoire d'un détective privé physiquement déformé en raison de son immoralité dans une vie antérieure.

## Œuvres

### Romans
- Les Rats, Le Masque, 1976 ((en) The Rats, 1974)Réédité aux éditions Pocket en 1989 puis aux éditions Fleuve noir en 2003[21] puis aux éditions Bragelonne en 2008[22]
- Fog, Pocket, 1990 ((en) The Fog, 1975)Réédité aux éditions Milady en 2009[23]
- Celui qui survit, Le Masque, 1978 ((en) The Survivor, 1976)Réédité aux éditions Le Livre de poche en 1979 puis aux éditions Pocket en 1990 sous le titre Le Survivant puis aux éditions Fleuve noir en 2003 sous le titre Le Survivant[21] puis aux éditions Milady en 2008 sous le titre Survivant[23]
- Fluke, Pocket, 1992 ((en) Fluke, 1977)
- La Lance, Pocket, 1992 ((en) The Spear, 1978)
- Le Repaire des rats, Pocket, 1989 ((en) Lair, 1979)Réédité aux éditions Fleuve noir en 2003[21] puis aux éditions Bragelonne en 2008[22]
- Le Sombre, J'ai lu, 1986 ((en) The Dark, 1980)
- (en) The Jonah, 1981
- Sanctuaire, Pocket, 1993 ((en) Shrine, 1983)Réédité aux éditions Milady en 2009[23]
- L'Empire des rats, Albin Michel, 1991 ((en) Domain, 1984)Réédité aux éditions Pocket en 1992 puis aux éditions Fleuve noir en 2003[21] puis aux éditions Bragelonne en 2008[22]
- Pierre de lune, Albin Michel, 1987 ((en) Moon, 1985)Réédité aux éditions J'ai lu en 1988
- Magic Cottage, Bragelonne, 2010 ((en) The Magic Cottage, 1986)[22]
- Sépulcre, Pocket, 1995 ((en) Sepulchre, 1987)
- Dis-moi qui tu hantes, Presses de la Cité, 1990 ((en) Haunted, 1988)Réédité aux éditions France Loisirs en 1991 puis aux éditions Pocket en 1992 puis aux éditions Milady en 2010 sous le titre Hanté[23]
- Ballade pour un ange déchu, Pocket, 2000 ((en) Creed, 1990)
- Présages, Presses de la Cité, 1994 ((en) Portent, 1992)Réédité aux éditions France Loisirs en 1996 puis aux éditions Pocket en 1996 puis aux éditions Fleuve noir en 2004[21]
- (en) The City, 1994
- La Conspiration des fantômes, Presses de la Cité, 1998 ((en) The Ghosts of Sleath, 1994)Réédité aux éditions France Loisirs en 1999 puis aux éditions Pocket en 2000 puis aux éditions Milady en 2010[23]
- 48, Presses de la Cité, 1999 ((en) 48, 1996)Réédité aux éditions France Loisirs en 2000
- Les Autres, Bragelonne[22], 2009 ((en) Others, 1999)
- (en) Once, 2001
- Le Jour où je suis mort, Fleuve noir[21], 2005 ((en) Nobody True, 2003)
- Le Secret de Crickley Hall, Bragelonne[22], 2008 ((en) The Secret of Crickley Hall, 2006)Réédité aux éditions Milady en 2011[23]
- (en) Ash, 2012[24],[25].

### Nouvelles
- (en) Maurice and Mog, 1987
- (en) Breakfast, 1989
- (en) Halloween's Child, 1990
- (en) They Don't Like Us, 1997
- (en) Extinct, 2003
- (en) Cora's Needs, 2003[1]

## Adaptations
- 1981 : Le Survivant d'un monde parallèle (The Survivor), adaptation du livre Survivant - Sorti en France le 18 novembre 1981[26].
- 1982 : Les Rats attaquent (en) (Deadly Eyes), adaptation du livre Les Rats – Sorti en français en VHS[27],[28].
- 1995 : Fluke, adaptation du livre éponyme - Sorti en France en DVD le 18 février 2003
- 1995 : Haunted, adaptation du livre Hanté - Sorti en France en DVD le 13 avril 2010
- 2012 : Le Secret de Crickley Hall (The Secret of Crickley Hall), série télévisée en trois épisodes réalisée par Joe Ahearne.
- 2021 : La Chapelle du diable (The Unholy), film américain de Evan Spiliotopoulos, adaptation du roman Sanctuaire - Sorti en France au cinéma le 7 Juillet 2021.